# سه تفنگدار (انیمه)
انیمهٔ سه تفنگدار (به ژاپنی: Anime Sanjūshi (アニメ三銃士)) انیمهای تلویزیونی برپایهٔ رومانس‌های دارتانیان اثر الکساندر دوما است که از اکتبر ۱۹۸۷ تا فوریهٔ ۱۹۸۹ پخش می‌شد. فیلم سینمایی سه تفنگدار: داستان آرامیس (به ژاپنی: アニメ三銃士 アラミスの冒険 (Anime San Jūshi: Aramisu no Bōken)) به عنوان دنبالهٔ مجموعه در مارس ۱۹۸۹ پخش شد.

## کلیت داستان
دارتانیان شهر زادگاه خود را در استان گسکونی یه مقصد پاریس ترک می‌کند، تا به تفنگداران پادشاه یا محافظین کاردینال بپیوندد. در زمان ورود او، با آتوس، پورتوس و آرامیس، با شمشیر مبارزه می‌کند. حین مبارزه، نگهبان کاردینال، که فرمان منع دوئل پادشاه را اجرا می‌کنند، آن‌ها را متوقف می‌کند. پس از آن، دارتاینان با دیگران دوست می‌شوند و شعار «همه برای یک و یکی برای همه» را در پیش می‌گیرند.

## صداپیشگان
- دارتانیان: تاتسویا ماتسودا
- کنستانس بوناسیو: نوریکو هیداکا
- ژان: مایومی تاناکا
- آتوس: آکیرا کامیا
- آرامیس: ایکو یامادا
- پورتوس: ماسامیچی ساتو
- لوئی سیزدهم: هیدئوکی تاناکا
- ملکه آن: ماری اوکاموتو
- کاردینال ریشلیو: نوبو تاناکا
- ترویل: تسشو گندا
- روشفورت: شیگرو چیبا
- ژاک: تومومیچی نیشیمورا
- میلادی: فومی هیرانو
- کوبی: نائوکی تاتسوتا
- راوی: توشیکو ساوادا

## مقایسه با رمان اصلی
چندین تغییر در اقتباس از داستانِ الکساندر دوما برای ساخت مجموعهٔ تلویزیونی داده شده‌است. ماجرای این مجموعه در عرض چند ماه، به جای چند سال، اتّفاق می‌افتد، مثلاً داستان مردی در ماسک آهنین است که خیلی زودتر از روایت دوما اتفاق می‌افتد. دارتانیان در این مجموعهٔ تلویزیونی بسیار جوان‌تر است، علاوه بر آن آرامیس در این انیمه زنی است که برای پیوستن به تفنگداران و انتقام محبوب خود که جنایتکاری او را کشته، خود را به شکل یک مرد مبدل کرده‌است.